# Górki Miłońskie
Górki Miłońskie [pronunciación en polaco: /ˈɡurki miˈwɔɲskʲɛ/] es un pueblo ubicado en el distrito administrativo de Gmina Krośniewice, dentro del condado de Kutno, voivodato de Łódź, en el centro de Polonia. Se encuentra a unos 4 kilómetros al sur de Krośniewice, a 15 kilómetros al oeste de Kutno, y a 53 kilómetros al noroeste de la capital regional Łódź.